# Coirpre
Coirpre, auch Cairpre oder Cairbre mac Étaíne ['karʴbʴrʴe mak 'eːdain] ist eine Sagengestalt aus der keltischen Mythologie Irlands.

## Mythologie
Coirpre ist der Sohn der Boand und des Nechtan und der Barde der Túatha Dé Danann. Nach einer anderen Version ist er der Sohn von Ogma, einem Hauptgott der Tuatha Dé Danann. Die anderen Hauptgötter Lugh und Dagda waren Ogmas Halbbrüder, somit ist Coirpre ihr Neffe. Coirpres Großvater mütterlicherseits ist der Heiler Dian Cecht.
Als er bei König Bress zu Gast ist, der die Túatha Dé Danann beherrscht, aber nach seiner Abstammung ein Fomore war, und dieser ihn schlecht bewirtet, verfasst er eine áer (magische Verfluchung, Satire), durch die der König den Anspruch auf seinen Thron verliert.
Kein Gericht schnell in der Schüssel,
Keine Kuhmilch, von der ein Kalb groß wird,
Keine Bleibe für einen Mann im Dunkel der Nacht,
Keine Bezahlung für die Schar der Geschichtenerzähler:
Möge das der Wohlstand unter Bress sein!
Möge kein Gedeih bei Bress sein!
Dies soll die erste Verwünschung gewesen sein, die auf irischem Boden ausgesprochen wurde. Coirpre kämpft dann mit den Túatha Dé Danann in der zweiten Schlacht von Mag Tuired (Cath Maige Tuired) siegreich gegen die feindlichen Fomori.